# Campeonato Sul-Americano de Voleibol Masculino de 2017
O Campeonato Sul-Americano de Voleibol Masculino de 2017 é a 32ª edição do torneio organizado pela Confederação Sul-Americana de Voleibol (CSV) a cada dois anos. Sedida nas cidades chilenas de Santiago e Temuco, cujas partidas realizadas no Centro Nacional de Entrenamiento Olimpico e no Gimnasio Olímpico Regional UFRO,respectivamente, no período de 7 a 12 de agosto, com a participação de oito países buscando além do título a vaga para no Mundial de 2018. 
A Seleção Brasileira conquista seu trigésimo primeiro título na história da competição, mantendo a hegemonia continental  e o ponteiro brasileiro Maurício Borges foi nomeado o Melhor Jogador (MVP) da competição. 

## Seleções participantes
As seguintes seleções participaram no Campeonato Sul-Americano de 2017ː
| Equipe    | Última participação |
| --------- | ------------------- |
| Chile     | (Sede), 5º em 2015  |
| Argentina | 2º em 2015          |
| Brasil    | 1º em 2015          |
| Colômbia  | 3º em 2015          |
| Paraguai  | 5º em 2013          |
| Peru      | 7º em 2015          |
| Uruguai   | 6º em 2015          |
| Venezuela | 4º em 2015          |

## Formato de disputa
As oito seleções participantes foram divididas proporcionalmente em Grupo A e B, nos quais as equipes enfrentaram entre si, definindo-se os dois semifinalistas de cada grupo e os dois últimos colocados disputaram as partidas pelo quinto ao oitavo lugares, ambos os confrontos realizados no sistema de cruzamento olímpico.
Os vencedores das semifinais fizeram a grande final e os perdedores a disputaram a partida válida pelo terceiro lugar.

## Primeira Fase
|  | Qualificados para a Semifinal                  |
|  | Qualificados para a disputa do 5 ao 8º lugares |

### Grupo A
Classificação
|     |           |     | Jogos | Jogos | Jogos | Resultados | Resultados | Resultados | Resultados | Resultados | Resultados | Sets | Sets | Sets  | Pontos | Pontos | Pontos |
| Pos | Equipe    | Pts | T     | V     | D     | 3–0        | 3–1        | 3–2        | 2–3        | 1–3        | 0–3        | V    | P    | R     | V      | P      | R      |
| --- | --------- | --- | ----- | ----- | ----- | ---------- | ---------- | ---------- | ---------- | ---------- | ---------- | ---- | ---- | ----- | ------ | ------ | ------ |
| 1   | Brasil    | 9   | 3     | 3     | 0     | 3          | 0          | 0          | 0          | 0          | 0          | 9    | 0    | MAX   | 225    | 114    | 1.974  |
| 2   | Venezuela | 6   | 3     | 2     | 1     | 1          | 1          | 0          | 0          | 0          | 1          | 6    | 4    | 1.500 | 213    | 204    | 1.044  |
| 3   | Colômbia  | 3   | 3     | 1     | 2     | 1          | 0          | 0          | 0          | 1          | 1          | 4    | 6    | 0.667 | 210    | 224    | 0.938  |
| 4   | Paraguai  | 0   | 3     | 0     | 3     | 0          | 0          | 0          | 0          | 0          | 3          | 0    | 9    | 0,000 | 119    | 225    | 0.529  |

| Data  | Hora  |              | Placar |              | Set 1 | Set 2 | Set 3 | Set 4 | Set 5 | Total | Relatório |
| ----- | ----- | ------------ | ------ | ------------ | ----- | ----- | ----- | ----- | ----- | ----- | --------- |
| 7 ago | 19:00 | Colômbia     | 1–3    | ' Venezuela' | 22–25 | 18–25 | 25–22 | 24–26 |       | 89–98 | 89–98     |
| 7 ago | 21:00 | 'Brasil '    | 3–0    | Paraguai     | 25–4  | 25–14 | 25–10 |       |       | 75–28 | 75–28     |
| 8 ago | 19:00 | 'Colômbia '  | 3–0    | Paraguai     | 25–18 | 25–16 | 25–17 |       |       | 75–51 | 75–51     |
| 8 ago | 21:00 | Venezuela    | 0–3    | ' Brasil'    | 10–25 | 16–25 | 14–25 |       |       | 40–75 | 40–75     |
| 9 ago | 12:00 | 'Venezuela ' | 3–0    | Paraguai     | 25–17 | 25–9  | 25–14 |       |       | 75–40 | 75–40     |
| 9 ago | 14:00 | 'Brasil '    | 3–0    | Colômbia     | 25–14 | 25–11 | 25–21 |       |       | 75–46 | 75–46     |

### Grupo B
Classificação
|     |           |     | Jogos | Jogos | Jogos | Resultados | Resultados | Resultados | Resultados | Resultados | Resultados | Sets | Sets | Sets  | Pontos | Pontos | Pontos |
| Pos | Equipe    | Pts | T     | V     | D     | 3–0        | 3–1        | 3–2        | 2–3        | 1–3        | 0–3        | V    | P    | R     | V      | P      | R      |
| --- | --------- | --- | ----- | ----- | ----- | ---------- | ---------- | ---------- | ---------- | ---------- | ---------- | ---- | ---- | ----- | ------ | ------ | ------ |
| 1   | Argentina | 9   | 3     | 3     | 0     | 2          | 1          | 0          | 0          | 0          | 0          | 9    | 1    | 9,000 | 246    | 183    | 1.344  |
| 2   | Chile     | 6   | 3     | 2     | 1     | 2          | 0          | 0          | 0          | 1          | 0          | 7    | 3    | 2.333 | 230    | 199    | 1.156  |
| 3   | Uruguai   | 2   | 3     | 1     | 2     | 0          | 0          | 1          | 0          | 0          | 2          | 3    | 8    | 0.375 | 216    | 260    | 0.831  |
| 4   | Peru      | 1   | 3     | 0     | 3     | 0          | 0          | 0          | 1          | 0          | 2          | 2    | 9    | 0.222 | 212    | 262    | 0.809  |

| Data  | Hora  |              | Placar |             | Set 1 | Set 2 | Set 3 | Set 4 | Set 5 | Total   | Relatório |
| ----- | ----- | ------------ | ------ | ----------- | ----- | ----- | ----- | ----- | ----- | ------- | --------- |
| 7 ago | 18:30 | 'Argentina ' | 3–0    | Uruguai     | 25–16 | 25–18 | 25–20 |       |       | 75–54   | 75–54     |
| 7 ago | 20:30 | 'Chile '     | 3–0    | Peru        | 25–19 | 25–12 | 25–22 |       |       | 75–53   | 75–53     |
| 8 ago | 18:30 | 'Argentina ' | 3–0    | Peru        | 25–15 | 25–22 | 25–12 |       |       | 75–49   | 75–49     |
| 8 ago | 20:30 | 'Chile '     | 3–0    | Uruguai     | 25–19 | 25–12 | 25–19 |       |       | 75–50   | 75–50     |
| 9 ago | 18:30 | 'Uruguai '   | 3–2    | Peru        | 22–25 | 27–25 | 28–26 | 20–25 | 15–9  | 112–110 | 112–110   |
| 9 ago | 20:30 | Chile        | 1–3    | ' Argentina | 18–25 | 25–21 | 15–25 | 22–25 |       | 62–96   | 80–96     |

## Fase Final

### Classificação do 5º ao 7º Lugares
| Data   | Hora  |             | Placar |          | Set 1 | Set 2 | Set 3 | Set 4 | Set 5 | Total | Relatório |
| ------ | ----- | ----------- | ------ | -------- | ----- | ----- | ----- | ----- | ----- | ----- | --------- |
| 10 ago | 19:00 | 'Uruguai '  | 3–0    | Paraguai | 25–16 | 25–17 | 25–20 |       |       | 75–53 | 75–53     |
| 10 ago | 21:00 | 'Colômbia ' | 3–0    | Peru     | 25–19 | 25–19 | 25–16 |       |       | 75–54 | 75–54     |

### Semifinais
|  | Semifinais | Semifinais |   |           | Final     | Final |  |
|  |            |            |   |           |           |       |  |
|  | 10 agosto  |            |   |           |           |       |  |
|  | Brasil     | 3          |   |           |           |       |  |
|  | Chile      | 0          |   |           |           |       |  |
|  |            |            |   |           |           |       |  |
|  |            |            |   |           | 11 agosto |       |  |
|  |            |            |   |           | Brasil    | 3     |  |
|  |            | Venezuela  | 0 |           |           |       |  |
|  |            |            |   |           |           |       |  |
|  |            |            |   |           |           |       |  |
|  |            |            |   |           | 3º lugar  |       |  |
|  | 10 agosto  | 10 agosto  |   | 11 agosto | 11 agosto |       |  |
|  | Argentina  | 2          |   | Chile     | 0         |       |  |
|  | Venezuela  | 3          |   |           | Argentina | 3     |  |

| Data   | Hora  |           | Placar |              | Set 1 | Set 2 | Set 3 | Set 4 | Set 5 | Total   | Relatório |
| ------ | ----- | --------- | ------ | ------------ | ----- | ----- | ----- | ----- | ----- | ------- | --------- |
| 10 ago | 18:30 | 'Brasil ' | 3–0    | Chile        | 25–20 | 25–12 | 25–14 |       |       | 75–46   | 75–46     |
| 10 ago | 20:30 | Argentina | 2–3    | ' Venezuela' | 24–26 | 25–15 | 26–24 | 24–26 | 13–15 | 112–106 | 112–106   |

### Sétimo lugar
| Data   | Hora  |          | Placar |         | Set 1 | Set 2 | Set 3 | Set 4 | Set 5 | Total | Relatório |
| ------ | ----- | -------- | ------ | ------- | ----- | ----- | ----- | ----- | ----- | ----- | --------- |
| 11 ago | 19:00 | Paraguai | 1–3    | ' Peru' | 25–23 | 17–25 | 18–25 | 21–25 |       | 81–98 | 81–98     |

### Quinto lugar
| Data   | Hora  |         | Placar |             | Set 1 | Set 2 | Set 3 | Set 4 | Set 5 | Total | Relatório |
| ------ | ----- | ------- | ------ | ----------- | ----- | ----- | ----- | ----- | ----- | ----- | --------- |
| 11 ago | 21:00 | Uruguai | 1–3    | ' Colômbia' | 25–23 | 20–25 | 20–25 | 19-25 |       | 84–73 | 84-98     |

#### Medalha de Bronze
| Data   | Hora  |              | Placar |       | Set 1 | Set 2 | Set 3 | Set 4 | Set 5 | Total | Relatório |
| ------ | ----- | ------------ | ------ | ----- | ----- | ----- | ----- | ----- | ----- | ----- | --------- |
| 11 ago | 18:30 | 'Argentina ' | 3–0    | Chile | 25–18 | 25–22 | 25–21 |       |       | 75–61 | 75-61     |

#### Final
| Data   | Hora  |           | Placar |           | Set 1 | Set 2 | Set 3 | Set 4 | Set 5 | Total | Relatório |
| ------ | ----- | --------- | ------ | --------- | ----- | ----- | ----- | ----- | ----- | ----- | --------- |
| 11 ago | 20:30 | Venezuela | 0–3    | ' Brasil' | 21–25 | 6–25  | 18–25 |       |       | 45–75 | 45-75     |

## Classificação final
| Posição | Equipe    |
| ------- | --------- |
| 1       | Brasil    |
| 2       | Venezuela |
| 3       | Argentina |
| 4       | Chile     |
| 5       | Colômbia  |
| 6       | Uruguai   |
| 7       | Peru      |
| 8       | Paraguai  |

## Premiações individuais
Os atletas que se destacaram individualmente foramː
| - Most Valuable Player Maurício Borges - Melhor Oposto Wallace de Souza - Melhores Ponteiros Ricardo Lucarelli Vicente Parraguirre | - Melhor Levantador Bruno Rezende - Melhores Centrais Jose Manuel Verdi Sebastián Solé - Melhor Líbero Héctor Mata |